# Clever Clogs
Clever Clogs is een livealbum van de Engelse muziekgroep 10cc. Het is opgenomen tijdens de tournee, die 10cc uiteindelijk ook in Nederland zou brengen; ze traden op in Theater Carré te Amsterdam. Ook op dit muziekalbum, dat opgenomen is in Shepherd's Bush Empire in Londen, is 10cc niet compleet: van de vier oorspronkelijke leden stonden er twee op het podium. Niet in de combinatie Graham Gouldman met Eric Stewart, maar Gouldman met Kevin Godley, die de band midden jaren 70 verliet. Het is dan ook geen tournee van 10cc maar een solo-optreden van Gouldman, waarbij ook zijn bijdragen aan 10cc werden gespeeld. Gouldman en Godley zijn trouwens al jaren bezig met hun band GG6.

## Musici
In de band zaten wel twee andere musici die eerder met 10cc hebben meegespeeld zonder er definitief bij gezeten te hebben:
- Graham Gouldman – zang, basgitaar, gitaar
- Mick Wilson – zang, percussie, gitaar
- Rick Fenn – zang, gitaar, basgitaar (eerder bij 10cc)
- Paul Burgess – slagwerk (eerder bij 10cc)
- Mike Stevens – toetsinstrumenten, saxofoon, zang, gitaar, basgitaar
- Kevin Godley – zang, percussie

## Composities
1. The Wall Street Shuffle
2. The Things We Do for Love
3. Good Morning Judge
4. I'm Mandy Fly Me
5. Life Is a Minestrone
6. Art for Art's Sake
7. Bus Stop (van The Hollies)
8. No Milk Today (van Herman's Hermits)
9. For Your Love (van The Yardbirds)
10. Old Wild Men
11. Silly Love
12. Donna
13. The Dean and I
14. I'm Not in Love
15. Dreadlock Holiday
16. Ready to Go Home
17. Rubber Bullets (met een lang outro)

Van het muziekalbum verscheen eerder een dvd-versie (12 mei 2008), waarop de volgende tracks stonden:
- Son Of a Man
- The Wall street Shuffle
- The things We Do For Love
- Good Morning Judge
- I'm Mandy, fly Me
- Life Is A Minestrone
- Art For Art's Sake
- Bus Stop
- Look Through Any Window
- For Your Love

- Old Wild Men
- Beautifulloser.com
- Silly Love
- Donna
- The Dean And I
- Bridge to your heart
- I'm Not In Love
- Dreadlock Holiday
- Ready To Go home
- Rubber Bullets

Graham Gouldman · Eric Stewart · Kevin Godley · Lol Creme

Paul Burgess · Rick Fenn · Stuart Tosh · Duncan Mackay · Tony O'Malley